# Епірський деспотат
Епірський деспотат (грец. Δεσποτάτο της Ηπείρου) — пізньосередньовічна монархічна держава, одна з трьох основних грецьких держав-наступників Візантійської Імперії після тимчасового припинення її існування в результаті захоплення у 1204 році Константинополя хрестоносцями Четвертого хрестового походу, заснована в 1205 році гілкою династії Ангелів Комнінами Дуками. Так само, як інші два наступники Візантії, Нікейська імперія та Трапезундська імперія, вона претендувала на візантійський престол в Константинополі. ЇЇ володарі на короткий термін проголосили себе імператорами в 1225—1242 роках (протягом цього часу державу найчастіше називають Фессалонікійська імперія). Термін «Епірський деспотат», так само, як і «Візантійська імперія», є історіографічною назвою, а не тою, що використовувалась в період її існування.
Деспотат був зосереджений в регіоні Епір, охоплюючи також Албанію, острів Керкіру та західну частину грецької Македонії, а також включав Фессалію та західну Грецію, досягаючи на півдні Навпакта. Столицею деспотату стала Арта. Завдяки політиці агресивної експансії при Феодорі Комніні Дуці, на короткий термін він здобув центральну Македонію із встановленням Фессалонікійської імперії, та Фракію, досягаючи на сході Дідімотейхо та Адріанополя, і був на межі захоплення Константинополя та відновлення Візантійської імперії перед битвою при Клокотниці в 1230 році, в якій програв болгарам. Після цього, територія держави скоротилась до історичних володінь в Епірі та Фессалії, і була змушена стати васалом інших регіональних держав. Тим не менш, їй вдалося зберегти свою автономію до завоювання відновленою Візантійською імперією Палеологів близько 1337 року. В 1410 році пфальцгафу Кефалонії та Закінфу Карло I Токко вдалося об'єднати історичні території Епірської держави, проте його наступники поступово втрачали землі на користь наступаючої Османської імперії, і остання фортеція держави — Воніца, була завойована ними в 1479 році.

## Термінологія
В традиційній та новітній історіографії середньовічна Епірська держава зазвичай називається «Епірський деспотат», а її правителям узагальнено приписують титул «деспот» від самого заснування, проте це використання не є строго правильним. Перш за все, титул «деспот» носили не всі правителі Епіру: засновник держави Михайло I Комнін Дука ніколи не використовував цей титул, і тільки анахронічно згадується, як «деспот Епіру» в західноєвропейських джерелах XIV століття. Його наступник Феодор Комнін Дука також не використовував його, і фактично проголосив себе басилевсом в Фессалоніках в 1225 році. Першим епірським правителем, що отримав титул деспота, став Михайло II Комнін Дука, що успадкував його від свого дядька Мануїла Комніна Дуки в 1230-х роках, і тоді знову, в якості символу підкорення та васалізації, від нікейського імператора Іоанна III Дуки Ватаца. Раніше історики припускали, що Михайло I насправді був названий «деспотом» скинутого імператора Олексія III Ангела після викупу його з латинського полону близько 1206/7 або 1210; це було спростовано останніми дослідженнями.
Крім того, навіть після Михайла II, говорити про Епірських правителів, як про «Деспотів Епіру», технічно неправильно. Титул «деспот» не передбачав жодної конкретної територіальної юрисдикції, а також не був спадковим; це був лише найвищий чин у візантійській придворній ієрархії, що присвоювався правлячим імператором близьким родичам, як правило, своїм синам. Отже, його носили князі, відправлені керувати напівавтономними апанажами, і лише пізніше вони стали асоціюватися з цими територіями, оскільки дана практика почала регулюватися (окрім Епіру, Морейський деспотат є найбільш показовим випадком). Територіальне визначення «деспотат» (грец. δεσποτᾶτον, деспотство) був вперше використаний у сучасних Епіру джерелах в XIV столітті, наприклад, в анонімній Морейській хроніці, «Історії» Іоанна VI Кантакузина, агіографії святого Ніфона та «Хроніці Токко», в яких населення деспотату назване Despotatoi. Таким чином, термін «Епірський деспотат» іноді замінюється на «(незалежна) Епірська держава» в більш пізній історіографії.
Середньовічна Епірська держава як така не мала своєї офіційної назви. Сучасники, особливо в Західній Європі, використовували термін Романія (грецька Ῥωμανία, трансліт. Rhōmania, латиніз. land of the Romans, буквально «земля римлян»), що є посиланням на всю Візантійську імперію, щоб означити конкретно Епір, як можна помітити в латинізованій назві титулу Despotus Romanie, яким себе величали Філіп I Тарентійський, його син Філіп Апулійський, Миколай Орсіні та, пізніше, Карло I Токко. У Візантійській імперії термін Дісіс (Δύσις), що значить «захід», що історично стосувався Далмації, Македонії та Сицилії, або навіть і всієї європейської частини імперії, також увійшов у вжиток в XIII столітті, коли Епір протиставлявся своєму східному супротивнику, Нікейській імперії, яка називалась Anatolē (Ἀνατολή), «схід». Ба більше, термін «елліни» широко використовувався замість раніше вживаного «римляни» керівництвом деспотату у XIII столітті для описання свого населення, так само, як і у нікеців.

## Заснування

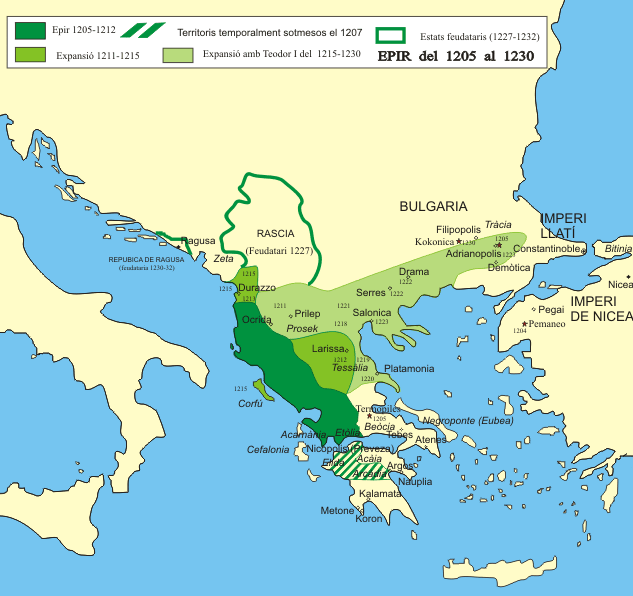
Епірський деспотат від 1205 до 1230

Деспотат було засновано в 1205 році Михаїлом І Комнін Дукою, двоюрідним братом візантійських імператорів Ісаака II Ангела і Олексія III Ангела. З початку Михаїл мав союз з Боніфацієм I Монферратським, але втративши Морею на користь франків, він вирушив до Епіра, де проголосив себе візантійським губернатором давньої провінції Нікополь і повстав проти Боніфація. Епір незабаром став притулком для багатьох грецьких біженців з Константинополя, Фессалії і Пелопоннесу, а Михаїла порівнювали з другим Ноєм, який рятував людей від латинського «потопу». Патріарх Константинопольський Іоанн X Каматир не розглядав його, як законного спадкоємця, і долучився до Феодора I Ласкаріса в Нікеї. Михайло, натомість, визнав владу папи Іннокентія III над Епіром, розірвавши цим самим зв'язки зі східною церквою.
Генріх I Фландрський поставив Михайлу вимогу, щоб той підкорився Латинській імперії, що він і зробив, як мінімум, номінально, дозволивши своїй дочці одружитися з братом Генріха Євстафієм в 1209 році. Михайло не виконував умови цього альянсу, припускаючи, що гірський Епір буде практично неприступним для будь-яких латинян, з якими він уклав та порушив союз. Тим часом родичі Боніфація Монферратського також претендували на Епір, тож в 1210 році Михайло уклав союз з венеційцями і напав на державу Боніфація, Фессалонікське королівство. У відповідь папа Іннокентій III відлучив його від церкви. Пізніше в цьому ж році Генріх змусив Михайла укласти оновлений альянс.
Михайло змістив акценти на захоплення інших стратегічно важливих міст, що були під владою латинян, включаючи Ларису і Дирахій. Він також взяв під контроль порти в Коринфській затоці. В 1214 році Михайло відвоював Керкіру у Венеції, проте пізніше того ж року він був вбитий, і його наступником став його єдинокровний брат Феодор.

## Конфлікти з Нікеєю та Болгарією

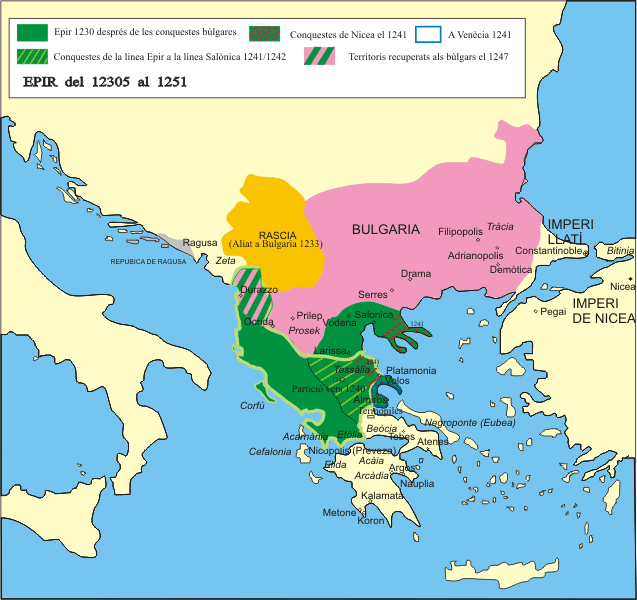
Епірський деспотат з 1230 до 1251 року

Феодор Комнін Дука одразу взявся атакувати Фессалоніки, воюючи з болгарами по дорозі. Генріх I Фландрський помер, йдучи на контратаку, і в 1217 році Феодор полонив його наступника П'єра II де Куртене, найбільш ймовірно стративши його. Однак Латинська імперія відволіклася на битви з Нікейською імперією, і не змогла завадити Феодору захопити Фессалоніки в 1224 році. З цього моменту він став суперником Нікейської держави у боротьбі за трон, оголосивши себе імператором та заснувавши державу, відому в історіографії як Фессалонікійська імперія. В 1225 році, після того, як нікейський володар Іоанн III Дука Ватац захопив Адріанополь, Феодор прийшов і відбив його в нього. Він також об'єднався з болгарами та вигнав латинян із Фракії. В 1227 році Феодор проголосив себе візантійським імператором. хоча це не було визнано більшістю греків, особливо патріархом в Нікеї.
В 1230 році Феодор розірвав перемир'я з болгарами, сподіваючись усунути їхнього царя Івана Асена II, що стримував його від нападу на Константинополь. В битві при Клокотниці (біля Хасково, Болгарія) болгарський цар переміг Феодора, захопивши в полон та осліпивши його. Брат Феодора Мануїл Комнін Дука отримав владу в Епірі, проте сам Епір швидко потрапив під владу байстрюка Мануїла, Михайла II Комніна Дуки. Михайло отримав від Мануїла титул «деспот», що зробило його першим правителем Епіру, що носив цей титул, що мало б символізувати номінальну залежність від Фессалонік, проте Михайло був де-факто незалежним, що він продемонстрував, захопивши Керкіру близько 1236 року. В осколковій Фессалонікійській імперії, після того, як Феодор був звільнений в 1237 році, він скинув свого брата Мануїла, та поставив свого сина Іоанна Комніна Дуку правителем Фессалонік.

## Нікейський та Візантійський сюзеренітет
Фессалонікська держава так ніколи і не змогла повернути свою владу після битви під Клокотницею. Молодший син Феодора Димитрій Ангел Дука втратив Фессалоніки на користь Нікеї в 1246 році, і епірський володар Михайло II уклав союз з Латинською імперією проти нікейців. В 1248 році нікейський імператор Іоанн III Дука Ватац змусив Михайла визнати себе імператором, та офіційно визнав його деспотом в Епірі. Онука Іоанна Марія пізніше (у 1256 році) одружилась із сином Михайла Никифором, але померла вже у 1258 році. Також в 1248 році донька Михайла Анна одружилась з Гільйомом II де Віллардуеном, правителем Ахейського князівства, і він вирішив підтримувати цей союз, не дотримуючись зобов'язань перед Іоанном. Союзники зазнали поразки у майбутньому конфлікті з Нікеєю в битві під Пелагонією 1259 року.
Наступний нікейський імператор Феодор II Ласкаріс уклав союз з Михайлом II, і їхні діти, заручені багато років тому, нарешті одружились в 1256 році, а Феодор отримав за це Дирахій. Михайло не прийняв цю передачу земель, і в 1257 році підняв повстання, перемігши нікейську армію на чолі з Георгієм Акрополітом. Як тільки Михайло пішов на Фесалоніки, його атакував король Сицилії Манфред, захопивши Албанію та Керкіру. Незважаючи на це, Михайло негайно уклав союз із ним, одруживши на ньому свою дочку Олену. Після смерті Феодора II, Михайло, Мануїл Комнін Дука та Гільйом II протистояли новому нікейському імператору, Михайлу VIII Палеологу. Цей альянс був дуже нетривким, і Гільйом був схоплений в результаті катастрофічної битви при Пелагонії. Михайло VIII пішов далі, захопивши столицю Михайла II Арту, лишивши того з Яніною та Войницею. Арта була відвойована в 1260 році, коли Михайло VIII був зайнятий облогою Константинополя.

## Італійські завоювання

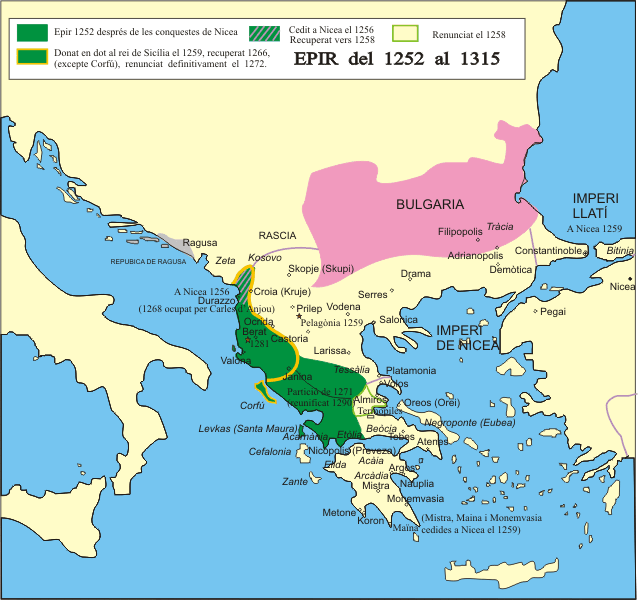
Епірський деспотат між 1252 та 1315 роками

Після відновлення імперії в Константинополі, Михайло VIII почав часто турбувати Епір, та змусив сина Михайла II Никифора Комнина Дуку одружитись на своїй племінниці Анні Палеологині Кантакузині в 1265 році. Михайло VIII розглядав Епір як васальну державу, хоча Михайло II та Никифор продовжували підтримувати союз з ахейськими князями та герцогами Афін. В 1267 році Керкіра та більшість Епіру були завойовані Карлом I Анжуйським, і в 1267-68 роках Михайло II помер. Михайло VIII не став анексувати Епір, дозволивши Никифору успадкувати батьку та розібратись з Карлом I, що захопив Дирахій в 1271 році. В 1279 році Никифор уклав альянс з Карлом проти Михайла VIII, погодившись стати Карловим васалом. Незабаром після поразки Карла Никифор втратив Албанію на користь візантійців.
За Андроніка II Палеолога, сина Михайла VIII, Никифор відновив союз із Візантією. Проте він схилився до союзу з неаполітанським правителем Карлом II в 1292 році, хоча той і був розбитий флотом Андроніка. Никифор одружив свою дочку із сином Карла, Філіпом I Тарентійським, та продав більшість власної території йому. Після смерті Никифора близько 1297 року, візантійський вплив посилився під керуванням його вдови Анни, що була кузиною Андроніка, та правила як регент свого молодшого сина Фоми I Комніна Дуки. В 1306 році вона підняла повстання проти Філіпа на користь Андроніка; латинських громадян було вислано, проте Анна була змушена повернути частину територій Філіпу. В 1312 році Філіп відмовився від претензій на Епір, натомість проголосивши свої права на неіснуючу Латинську імперію, як спадок його дружини Катерини II Валуа, княгині Ахейської.

## Крах деспотату
Анна успішно видала свого сина Фому за дочку Михаїла IX, проте його в 1318 році було вбито кузеном Миколаєм Орсіні, котрий одружився з його вдовою і висунув претензії не лише на Епір, а й на всю Грецію; його влада розповсюджувалась лише на Акаманію, тобто на південний Епір. Він був усунутий своїм братом Джованні II Орсіні в 1323 році, який намагався балансувати між залежністю від Константинополя та співпрацею з Анжуйським Неаполем, який також мав претензії на Грецію, як на частину своїх земель. Близько 1335 року Джованні був отруєний своєю дружиною Анною, яка стала регенткою їхнього сина Никифора II Орсіні-Дуки. В 1337 році новий імператор Візантії Андронік III прибув до північного Епіру з військом, що включало в себе 2000 турок, яких йому надав його союзник Умур з Айдину. Спочатку імператор придушив повстання албанців, а тоді звернув свою увагу на деспотат. Анна намагалась домовитись про те, щоб її син лишився правити в деспотаті, коли стане дорослим, проте Андронік відкинув це і зажадав цілковитої здачі деспотату, на що вона, зрештою, погодилась. Таким чином, Епір мирно перейшов під пряме імперське керування, з Федором Синадином в якості губернатора.

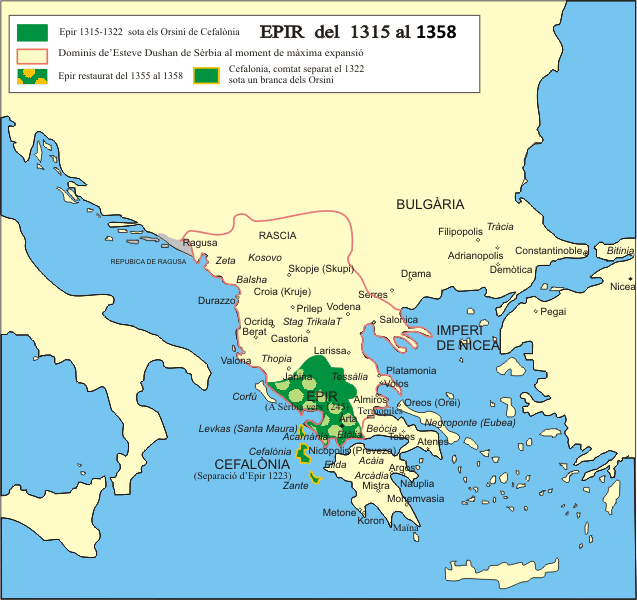
Епірський деспотат між 1315 та 1358 роками

Представники імперії вимагали, щоб Никифор одружився з дочкою правої руки імператора, Іоанна VI Кантакузина. Коли прийшов час заручин, Никифор зник. Андронік дізнався, що він втік до Італії за допомогою членів епірської аристократії, яка виступала за його незалежність. Він знаходився в Таранто, при дворі Катерини II Валуа (вдови Філіпа Тарентського), титулярної імператриці Константинополя.
1339 року в Епірі почалось повстання, підтримане Катериною Валуа, що перед цим перемістилась до Пелопоннесу, та Никифором, що повернувся до Епіру, та зупинився в Фомокастроні. До кінця року імператорська армія повернулася в ці землі, а наступного, 1340 року, Андронік III прибув сам разом з Іоанном Кантакузеном. За допомогою дипломатії Никифора переконали визнати зверхність імператора. Він здав Фомокастрон, одружився з Марією Кантакузиною, та отримав титул панхіперсебастоса.
Імперія незабаром втягнулась у громадянську війну між Іоанном V Палеологом та Іоанном VI Кантакузином, і Епір був завойований сербським царем Стефаном Душаном в 1348 році. Він поставив губернатором провінції свого брата, деспота Симеона Синишу Уроша. Никифор II скористався громадянською війною у Візантії, а також смертю Душана в 1355 році, звільнившись та відновившись в ролі правителя Епіру в 1356 році, і, також, доєднавши до своїх володінь Фессалію. Він загинув у битві на Ахелоосі в 1359 році, придушуючи повстання албанців, і територія колишнього деспотату стала складовою частиною персональної імперії Симеона Синіші Уроша. Симеон також керував Фессалією в той самий час, і, як описує Хроніка Яніни, залишив більшу частину території під контролем албанських кланів, створивши недовговічні державні утворення на її території — клан Петера Лоші утримував Арту, а Мурік Буа Шпата — Ангелокастрон.
В 1367 році частина Епірського деспотату знову відновила самостійність під керівництвом місцевого сербського аристократа Фоми Прелюбовича, що утримував Яніну. Після його смерті в 1384 році, вдова деспота знову одружилась, перетворивши деспотат на омаж італійської аристократії. Державні традиції підтримували сербські та італійські правителі Яніни, котрі випрошували допомогу проти албанців у турок-османів. В 1399 році албанський правитель князівства Гірокастра Гін Зеневісі полонив деспота Ісава де Буондельмонті, та випустив його через 15 місяців, коли його італійські родичі запропонували великий викуп. В 1416 році рід Карло Токко з сусіднього пфальцграфства Кефалонії та Закінфу успішно об'єднав Епір, або, принаймні, встановив контроль над його містами. Але внутрішні чвари полегшили завоювання деспотату османами, які захопили Яніну в 1430, Арту в 1449, Ангелокастрон в 1460, та, насамкінець, Воніцу та острови Кефалонія, Лефкада та Закінф в 1479 році. За винятком деяких володінь венеційців на узбережжі, це був кінець франкського правління в континентальній Греції.

## Правителі

### Комніни Дуки
- Михайло I Комнін Дука (1205—1214)
- Феодор Комнін Дука (1214—1230), імператор в Фессалоніці з 1225 чи 1227
- Михайло II Комнін Дука (1230—1271)
- Никифор I Комнін Дука (1271—1297)
- Фома I Комнін Дука (1297—1318)

### Орсіні
- Миколай Орсіні (1318—1323)
- Іоанн II Орсініі (1323—1335)
- Никифор II Орсіні (1335—1337 та 1356—1359)

### Неманичі
- Стефан Душан, імператор (цар) сербів та греків, завоював Епір в 1347 році та поставив свого брата губернатором
- Симеон Синиша Урош, губернатор Епіру з 1347, та самопроголошений імператор (цар) сербів та греків з 1356
- Фома Прелюбович (1367—1384), деспот та володар Епіру, зять царя Симеона Синиші
- Марія Ангеліна Дукена Палеологіна (1384—1385), базиліса

### Буондельмонті
- Ісав де Буондельмонті (1385—1411)
- Георгій де Буондельмонті (1411)

### Токко
- Карло I Токко (1411—1429)
- Карло II Токко (1429—1448), падіння Яніни в 1430 році
- Леонардо III Токко (1448—1479), падіння Арти в 1449 та Ангелокастрона в 1460

## Герби правлячих династій

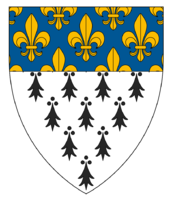
Орсіні
Неманичі
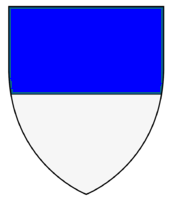
Буондельмонті
Токко